# Dialetti dell'area metapontina
I dialetti dell'area metapontina fanno parte dei dialetti lucani e sono diffusi in una vasta zona della provincia di Matera relativa alla piana di Metaponto, che ha come confini fonetici ad est la Valle del Bradano e, ad ovest, il confine con la regione Calabria. Sono affini al dialetto materano ma se ne differenziano sia per fonetica che per sviluppo. Difatti, mentre il primo può essere inquadrato nel gruppo pugliese, e quindi segue lo sviluppo del ceppo apulo, il secondo è ascrivibile al gruppo dei dialetti prettamente lucani.

## Origine
La lingua originaria di gran parte della Lucania era quella italica di ceppo osco-umbro dei Lucani, alla quale si sovrappose, nelle aree costiere della regione (come è la piana di Metaponto), quella greca antica parlata nelle poleis della Magna Grecia. A questi idiomi, che costituiranno il sostrato linguistico della regione, si sovrapporrà, a partire dal III secolo a.C., una ulteriore lingua italica, in questo caso di ceppo latino-falisco: il latino; il quale segnerà per sempre il divenire linguistico di tutta l'area. A partire dal latino volgare parlato in zona durante il Medioevo si svilupperanno i vari dialetti lucani, appartenenti, a loro volta, alla più ampia continuità delle lingue italo-romanze, ed al diasistema dei dialettali meridionali intermedi.
L'antica Lucania aveva come confine orientale il fiume Bradano, e ad occidente arrivava fino alla città di Sibari. Difatti, oltrepassata la Valle del Bradano, sono maggiormente percepibili certe differenze fonetiche, che invece si attenuano oltrepassando il confine calabrese.
È un dialetto "cantato", poiché caratterizzato da una fonetica tendente spesso alla cantilena, questa caratteristica è propria anche di altri dialetti italiani con influenze di adstrato greco-bizantine.
Di sotto alcuni esempi di derivazione di sostantivi:
| Derivazione | Dialetto   | Italiano              | Etimologia             |
| ----------- | ---------- | --------------------- | ---------------------- |
| Greco       | calànchë   | frana, burrone        | dal greco χαιἀω        |
| Greco       | carùsë     | taglio di capelli     | dal greco χείϱω        |
| Latino      | àccë       | sedano                | dal latino apium       |
| Latino      | addummurrà | indulgiare, ritardare | dal latino ad-dimorari |
| Latino      | crà        | domani                | dal latino cras        |
| Latino      | fòrë       | fuori, in campagna    | dal latino foris       |
| Francese    | iànghë     | dente, molare         | dal francese ganges    |
| Spagnolo    | zòchë      | fune, corda           | dallo spagnolo soga    |

Va anche menzionato che il dialetto metapontino è stato influenzato dalla lingua napoletana fino alla fine del Regno di Napoli, mentre, a partire dal secondo dopoguerra, il medesimo dialetto ha subito ulteriori e maggiori influenze della lingua italiana.

### Lessico
Una costante di questo dialetto, d'altronde come quasi tutti i dialetti meridionali intermedi, è la metafonia, e cioè l'alterazione di una vocale sotto l'influenza di un'altra.
Un'altra costante è quella relativa al fenomeno dello scevà, ossia la caratteristica linguistica facente sì che le vocali finali di una parola, quando non accentate, siano mute..
Il prospetto che segue (Avolio, 1995) mette a confronto vocaboli napoletani, lucani centro-settentrionali e abruzzesi adriatici, con l'intento di mostrare la sostanziale unità lessicale dell'area meridionale intermedia. In questa unità si colloca anche il dialetto metapontino, infatti nella seguente tabella si fa il confronto di alcuni termini:
| Italiano     | Napoletano    | Lucano                                                 | Abruzzese        | Metapontino                      |
| ------------ | ------------- | ------------------------------------------------------ | ---------------- | -------------------------------- |
| accendere    | appiccià      | appëccià                                               | appiccià         | appeccià                         |
| adesso       | mò            | mó                                                     | mó               | mò                               |
| albero       | chiànda       | chiànde                                                | piànde           | chiàndë                          |
| anche        | pùre          | pùre                                                   | pùre             | pùrë                             |
| avere        | tené          | tené                                                   | tené             | tené                             |
| bene         | bbùono        | bbònë                                                  | bbónë            | bbùonë                           |
| cieco        | cecàto        | cëcàtë                                                 | cëcàtë           | cëcàtë                           |
| cimitero     | cambusàndo    | cambësàndë/panaièrë/panaiéirë/panaijrë                 | cambësàndë       | cambesàndë/cambësèndë/cambëséndë |
| comprare     | accattà       | accattà                                                | accattà          | accattà                          |
| donna        | fémmena       | fémmënë                                                | fémmene          | fémmenë                          |
| dove         | addó          | addò/dova/andò                                         | addó/dova/addòve | addòvë                           |
| duro         | tuósto        | tùste/tòstë                                            | tòšte            | tùostë                           |
| fabbro       | ferràro       | fërràrë                                                | fêrràrë          | ferràrë                          |
| gamba        | còsse         | còssë                                                  | còssë            | còssë                            |
| gregge       | mórre         | mórrë                                                  | mòrre            | mórrë                            |
| impiccato    | mbìse         | mbìsë                                                  | mbìsë            | appìsë                           |
| lavorare     | faticà        | faticà/fatià                                           | fatià            | fatià/fatëcà                     |
| maggiore     | chiù ggruósse | chiù ggrànne/iërànnë                                   | chiù ggròsse     | chiù ggruòssë                    |
| magro        | sìcco         | sìcchë                                                 | sécche           | sìcchë                           |
| mio fratello | fràteme       | fràteme                                                | fràteme          | fràtemë                          |
| neanche      | mànghe        | mànghe                                                 | mànghe           | mànghë                           |
| nessuno      | nisciùno      | nisciùne/niçiùnë/nesciùnë                              | niçiùne          | nisciùnë                         |
| patate       | patàna        | patànë                                                 | patànë           | patànë                           |
| prendere     | piglià        | piglià/puëglià/piiè/pià/piiä/pëgghióuë/pëgghiè/pëgghié | pià              | piglià/piià/pigliè/piiè          |
| risparmiare  | šparagnà      | sparagnà                                               | sparagnà         | sparagnà                         |
| saltare      | zumbà         | zumbà                                                  | zumbà            | zumbà                            |
| scherzare    | pazzià        | pazzià                                                 | pazzià           | pazzià                           |
| scotta       | còce          | còce                                                   | cóce             | còsçë                            |
| seduto       | assettàte     | assettàte                                              | assettàte        | assettàtë                        |
| so (verbo)   | sàcce         | sàcce                                                  | sàcce            | sàccë                            |
| topo         | sórice        | sórece/sùrcë/sórcë                                     | sórece           | súrcë, súrëgë                    |

### I numeri
Di seguito vengono riportati alcuni esempi di numeri il numero due viene detto diversamente in base alle zone:
| 1             | iunë          |
| 2             | dò/duië       |
| 3             | tre           |
| 4             | quattë        |
| 5             | cinghë        |
| 6             | seë           |
| 7             | settë         |
| 8             | ottë          |
| 9             | novë          |
| 10            | descë         |
| 11            | ùnescë        |
| 12            | dùdëscë       |
| 13            | trìdëscë      |
| 14            | quattòdëscë   |
| 15            | quìnëscë      |
| 16            | sìdëscë       |
| 17            | decësséttë    |
| 18            | desciòttë     |
| 19            | decënnòvë     |
| 20            | vìndë         |
| 21            | vëndùnë       |
| 22            | vëndëdùie     |
| 23            | vëndëtrè      |
| 24            | vëndëquàttë   |
| 25            | vëndëcìnghë   |
| 26            | véndëseië     |
| 27            | vëndëséttë    |
| 28            | vëndòtte      |
| 29            | vëndënòvë     |
| 30            | tréndë        |
| 40            | quaràndë      |
| 50            | cënguàndë     |
| 60            | sëssàndë      |
| 70            | sëttàndë      |
| 80            | uttàndë       |
| 90            | nuvàndë       |
| 100           | cìendë        |
| 200           | do/ducìendë   |
| 300           | trecìendë     |
| 400           | quattcìendë   |
| 500           | cinghëcìendë  |
| 1000          | millë         |
| 2000          | domilë/dumilë |
| 1,000,000     | nu mëgliònë   |
| 1,000,000,000 | nu mëgliàrdë  |

## Comuni
I comuni in cui si parla sono: 
- Pisticci
- Policoro
- Bernalda
- Montalbano Jonico
- Scanzano Jonico
- Nova Siri
- Tursi
- Rotondella

È riscontrabile anche un'enclave del dialetto metapontino nell'entroterra materano, infatti nella città di Stigliano, posta a 909 metri di altitudine e distante 50 km dalla Piana di Metaponto, si parla lo stesso dialetto dei comuni sopracitati.
Mentre, c'è anche da dire, che a Tursi c'è una diversità fonetica dovuta soprattutto alla trasformazione della vocale a in e all'interno delle parole e per la terminazione per s di molte altre parole.

## Artisti e gruppi musicali dialettali
- Krikka Reggae, band dialettale reggae di Bernalda
- Albino Pierro, poeta di Tursi